# Berufsförderungswerk Köln
Das Berufsförderungswerk Köln ist Mitglied des Bundesverbandes der Deutschen Berufsförderungswerke. Kernziel des Berufsförderungswerk Köln ist es, Menschen, die aus gesundheitlichen Gründen nach Krankheit oder Unfall ihre bisherige Tätigkeit nicht mehr ausüben können, durch berufliche Rehabilitation wieder die dauerhafte Teilhabe am Arbeitsleben zu ermöglichen.

## Geschichte
Das Berufsförderungswerk Köln (damals Berufsförderungswerk Michaelshoven) wurde 1970 im Stadtteil Köln-Rodenkirchen unter der Trägerschaft der Diakonie Michaelshoven auf eine Anregung des Landesarbeitsamtes Nordrhein/Westfalen aus dem Jahr 1964 gegründet.

## Angebote
Mit rund 280 Mitarbeitenden bietet das Berufsförderungswerk Köln etwa 800 Reha-Umschulungsplätze in 35 IHK- und handwerkskammergeprüften Berufen an. Das Angebot umfasst kaufmännische, technisch-gewerbliche, IT- sowie Ausbildungen in Sozialberufen. 
Die Umschulung findet zumeist überbetrieblich statt und beinhalten mehrmonatige Betriebspraktika. Die gesamte Ausbildung dauert etwa 24 Monate und wird nach einem erfolgreichen Antragsverfahren von der Deutschen Rentenversicherung, der Arbeitsagentur, dem Jobcenter oder einem sonstigen Sozialversicherungsträger finanziert.
In knapp 50 Jahren seit der Gründung begannen mehr als 25.000 Menschen über das Berufsförderungswerk Köln eine Ausbildung. Die Quote zum anschließenden Einstieg ins Berufsleben liegt langfristig bei über 80 Prozent.
Als Pilotprojekt bot das BFW Köln mit Unterstützung des Landes Nordrhein-Westfalen früh Qualifizierungsmaßnahmen für Frauen in Teilzeitform an.
Diverse Qualifizierungs-, Orientierungs- und Integrationsangebote für arbeitssuchende Menschen und andere Zielgruppen runden das Angebot ab.